# أوسكار دبليو. هاغن
أوسكار دبليو. هاغن (بالإنجليزية: Oscar W. Hagen)‏ هو سياسي أمريكي، ولد في 7 مارس 1884 في مقاطعة ريتشلاند في الولايات المتحدة، وتوفي في 12 سبتمبر 1945. حزبياً، نشط في الحزب الجمهوري. وقد انتخب عضو مجلس نواب داكوتا الشمالية وانتخب نائب حاكم شمال داكوتا ‏.